# Juana Schwarz
Jeanne Schwarz (París, 22 de julio de 1887-París, 31 de octubre de 1970) fue una bailarina y profesora de danza francesa. Tras ingresar en el Ballet de la Ópera de París en 1904, se convirtió en étoile en 1919 y actuó en papeles principales hasta que dejó la compañía en 1928. Pasó el resto de su carrera enseñando en el Conservatorio de París hasta su jubilación en 1957.

## Trayectoria
Nacida el 22 de julio de 1887 en el barrio parisino de Montmartre, Jeanne Schwarz era hermana del célebre profesor de ballet Jean Schwarz y tía de la primera bailarina Solange Schwarz. Desde los siete años, asistió a la Escuela de Ballet de París como alumna de Berthe Bernay, apareciendo en escena en 1887 como una ratita. Más tarde tuvo como maestros a Léo Staats y Blanche d'Alessandri-Valdine.
Schwarz se incorporó al Ballet de la Ópera de París en 1904 y en 1919 recibió el título no oficial de étoile. Uno de sus primeros éxitos fue su aparición en Le Spectre de la rose con Vaslav Nijinsky en la Embajada de Estados Unidos en Madrid, lo que le valió la felicitación del rey Alfonso XIII. Formó pareja con bailarines de la talla de Gustave Ricaux, Albert Aveline y Paul Raymond, y fue especialmente eficaz en obras como Les Abeilles, Maîmouna, Castor et Pollux, Les Troyens, Thaïs, Coppélia, la Maladetta, Sylvia y la Damnation de Faust.
En 1928, Schwarz dejó los escenarios para enseñar en el Conservatorio de París, donde dirigió la clase femenina a partir de 1939. Entre sus alumnas se encontraban Violette Verdy, Leslie Caron y Josette Amiel. Cuando se jubiló en 1957, su sobrina Solange Schwarz ocupó su puesto.
Jeanne Schwarz falleció en París el 31 de octubre de 1970, a la edad de 83 años.